# 尾中博俊
尾中 博俊（おなか ひろとし、1988年7月11日 - ）は、兵庫県西宮市出身の元プロ野球選手（内野手・外野手）、実業家。

## 来歴
苦楽園中学校卒業後、神村学園高等学校に進学。2年春にチームは野上亮磨を擁し甲子園初出場で準優勝に輝いたが、自身はベンチ外で甲子園出場実績はなし。
環太平洋大学では創部1期生として活躍。4年時にはリーグ4位の打率.327をマーク、1番打者としてチームを牽引しMVP・ベストナインを獲得した。大学の同期には亀澤恭平、2年後輩には又吉克樹、松本直晃がいる。
2010年12月、テキサス・レンジャーズとマイナー契約を結んだ。入団3年目の2013年にはAAA級のラウンドロック・エクスプレスでプレーしたが、同年終了後に自由契約となった。同年オフには読売ジャイアンツなどNPB5球団のプロテストも受けたが、NPBドラフトでの指名はなかった。同年12月2日に行われた四国アイランドリーグplusのドラフト会議において香川オリーブガイナーズが1位指名。12月5日に入団が内定した。
香川入団後は、2014年の開幕戦から主に1番として起用されたが、打率.208と結果を残せず、6月12日に球団から戦力外通告を受けた。これを機に現役を引退。
2016年から2019年まで、BBC（ベースボールコミュニケーション）野球教室の大阪・兵庫県伊丹校でヘッドコーチを務めていた。現在、中学硬式野球「甲子園リトルシニア」のコーチの一人である。
また、引退後は日本製品の海外や国内販売の仕事を手掛け、2018年、兵庫県西宮市に株式会社J&Iを設立し、同社の取締役社長を務める。同社ではEコマース事業、Web制作、紙面制作を手掛けるほか、野球教室事業も手掛ける。

## 詳細情報

### 年度別打撃成績
| 年 度    | 球 団    | 打 率 | 試 合 | 打 席 | 打 数 | 得 点 | 安 打 | 二 塁 打 | 三 塁 打 | 本 塁 打 | 打 点 | 三 振 | 四 球 | 死 球 | 犠 打 | 犠 飛 | 盗 塁 | 長 打 率 | 出 塁 率 | 併 殺 打 | 失 策 |
| -------- | -------- | ----- | ----- | ----- | ----- | ----- | ----- | -------- | -------- | -------- | ----- | ----- | ----- | ----- | ----- | ----- | ----- | -------- | -------- | -------- | ----- |
| 2014     | 香川     | .208  | 28    | 108   | 96    | 17    | 20    | 2        | 2        | 0        | 4     | 25    | 10    | 1     | 1     | 0     | 7     | .270     | .289     | 0        | 1     |
| 通算:1年 | 通算:1年 | .208  | 28    | 108   | 96    | 17    | 20    | 2        | 2        | 0        | 4     | 25    | 10    | 1     | 1     | 0     | 7     | .270     | .289     | 0        | 1     |

### 背番号
- 8 （2014年 - 同年途中）